# Thorsager Sogn
Thorsager Sogn er et sogn i Syddjurs Provsti (Århus Stift).
I 1800-tallet var Bregnet Sogn anneks til Thorsager Sogn. Begge sogne hørte til Øster Lisbjerg Herred i Randers Amt. Thorsager-Bregnet sognekommune blev ved kommunalreformen i 1970 indlemmet i Rønde Kommune, som ved strukturreformen i 2007 indgik i Syddjurs Kommune.
I Thorsager Sogn ligger Thorsager Kirke meget synligt på en stejl bakke i Thorsager. Den er en af Danmarks 7 rundkirker og Jyllands eneste.
I sognet findes følgende autoriserede stednavne:
- Aspelhoved (areal)
- Bavnehøj (areal)
- Elløv (bebyggelse)
- Elløv Enge (areal)
- Fårup (bebyggelse, ejerlav)
- Gretbjerg (areal)
- Hedeskov (bebyggelse)
- Knudshøj (areal)
- Rostved (bebyggelse, ejerlav)
- Rågholm (bebyggelse)
- Skovvang (bebyggelse)
- Skrejrup (bebyggelse, ejerlav)
- Smouen (bebyggelse)
- Thorsager (bebyggelse, ejerlav)
- Ørnerede Bakke (areal)